# 玄永哲
玄 永哲（ヒョン・ヨンチョル、朝鮮語: 현영철、1949年1月11日 - 2015年5月1日？）は、朝鮮民主主義人民共和国（北朝鮮）の軍人。2012年から2013年にかけて朝鮮人民軍総参謀長、朝鮮労働党中央軍事委員会副委員長、党中央委員会政治局員候補を歴任し、次帥の軍事称号を保有していた。その後、大将として、朝鮮民主主義人民共和国国防委員会委員、人民武力部長を務めた。

## 経歴
北朝鮮国営メディアの報道によると、1949年1月に咸鏡北道で生まれ、1966年3月に軍に入る。
2002年、中将に昇格。2009年3月、第12期最高人民会議において代議員に選出。
2010年9月、金正恩と共に大将に昇格し、9月28日の第3回党代表者会においても正恩と同じく党中央委員に選出されたことから、その側近として軍掌握を補佐してきたとみられる。
2012年2月9日、最高人民会議常任委員会政令により、新たに創設された金正日勲章を受章。
平壌北側の防衛と中国接境地域の警戒を担当する人民軍第8軍団長を務めていたが、7月15日に李英浩総参謀長が全役職から解任されると、翌16日付の党中央軍事委員会および国防委員会の決定により次帥に昇格。7月18日には後任の朝鮮人民軍総参謀長への就任が確認され、7月26日に党中央軍事委員会副委員長への就任が確認された。
2012年10月から11月頃にかけて行われた軍への大規模検閲の際、軍兵士の脱北の増加等、軍の規律の緩みの責任を取らされて、次帥から大将に降格された。同時期に降格された崔竜海や金英哲は、その後、元の階級への復帰が確認されているが、玄永哲の元の階級への復帰は確認されていない。
2013年3月31日の党中央委員会全員会議で党中央委員会政治局員候補に選出されたことが判明、同年5月には総参謀長を解任されたことが判明した。後任には2007年から2010年まで総参謀長を勤めた金格植が復帰した。同年6月の報道から、東部前線を管轄する第5軍団長に任命され、上将に降格されたと見られた。
2014年6月25日、前日の24日に開催された軍民決起集会を報じる朝鮮中央放送の報道で、張正男に替わって玄永哲が人民武力部長に就任していたことが判明した。この際、玄永哲は大将として紹介された。同年9月25日の第13期最高人民会議第2回会議で国防委員に選出された。
2015年5月13日、大韓民国国家情報院は玄永哲が4月30日に反逆罪で処刑されたことを明らかにした。玄は金正恩第1書記に不満を示し、数回にわたり指示に従わなかったほか、4月24、25両日に開かれた軍訓練幹部大会で居眠りしたため、平壌の射撃場で高射機関銃で銃殺されたと報告した。しかし、14日に朝鮮中央テレビが放映した金正恩第1書記の記録映画で、玄永哲の姿が削除されておらず、生存している可能性も指摘された。
2015年5月17日、北朝鮮は韓国国家情報院の発表について韓国メディアが北朝鮮の体制を恐怖政治と報道していることを批判するだけで、玄永哲らの粛清については否定も肯定もしなかった。一方、同年6月15日に韓国メディアは、既に北朝鮮が玄永哲を命令不服従で粛清したことを在外公館に対して通告したと報じた。7月11日には平壌での北朝鮮とラオスの軍関係者の席上に朴永植が人民武力部長として参加したことが朝鮮中央通信によって明らかにされ、少なくとも玄永哲がこの時点で人民武力部長を退いていたことが確実となり、北朝鮮が事実上粛清を認めたものと報じられた。
韓国メディアは、地対空ミサイル購入交渉などでロシアとの交渉窓口だった玄永哲が粛清されたことは、改善しつつあった北朝鮮とロシアとの関係に影響を与えていると分析した。
2019年3月に行われた最高人民会議第14期代議員選挙では選出者に名前がなかったことが確認されている。

## 叙勲
|  | 金日成勲章2回      |
|  | 金正日勲章         |
|  | 1等国旗勲章7回     |
|  | 1等自由独立勲章2回 |
|  | 朝鮮労力勲章2回    |
|  | 2等国旗勲章5回     |
|  | 2等自由独立勲章    |
|  | 3等国旗勲章2回     |
|  | 2等戦士栄誉勲章    |